# 李桦 (美术家)
李桦（1907年3月—1994年5月），男，广东番禺人，中国版画家、美术教育家，中央美术学院版画系主任，中国美术家协会原常务理事。